# 阿尔多·塔劳
阿尔多·塔劳（義大利語：Aldo Tarlao，1926年3月26日—2018年3月12日），意大利男子赛艇运动员。他曾代表意大利参加1948年和1952年夏季奥林匹克运动会赛艇比赛，其中1948年奥运会获得一枚银牌。